# Вулиця Євгена Храпка (Харків)
Вулиця Євгена Храпка — вулиця у Салтівському районі міста Харкова. Розташована між Салтівським шосе та Спортивною вулицею. Нумерація будинків ведеться від Салтівського шосе. Переіменована на честь Євгена Храпка в листопаді 2023 р. До того мала назву Адигейської.

## Опис вулиці
Довжина вулиці — 663 метри. Покриття вулиці — асфальт. Починається на розі з Салтівським шосе і закінчується на розі з вулицею Спортивною. Напрям від південного сходу на північний захід.
Від початку вулицю перетинає вулиця Івана Камишева (після будинку № 15) та провулок Олега Гуцола (після будинку № 23).
Автомобільний рух — по одній смузі в кожну сторону. Дорожня розмітка — відсутня. Світлофорів немає. Тротуари є по всій довжині вулиці з обох сторін вулиці, крім початку вулиці з парної сторони, де ведеться будівництво нового мікрорайону.
Забудова переважно двоповерхова, крім кількох будинків, які мають 3-5 поверхів. Крім того на початку вулиці з парної сторони ведеться будівництво нового мікрорайону де забудова 9-16 поверхова.
Комерційних підприємств на вулиці немає.

## Транспорт
Безпосередньо по вулиці громадський транспорт не ходить.

### Трамвай
- Маршрут № 6 (Південний Вокзал-602-й мікрорайон) — зупинка Вулиця Самсонівська знаходиться в 200 метрах від початку вулиці на розі Салтівського шосе та вул. Фісановича.
- Маршрут № 8 (Вул. Одеська-602-й мікрорайон) — зупинка Вулиця Самсонівська знаходиться в 200 метрах від початку вулиці на розі Салтівського шосе та вул. Фісановича.
- Маршрут № 16 та 16а (Салтівська-Салтівська) — зупинка Вулиця Камишева знаходиться в 980 метрах на вулиці Академіка Павлова біля початку парку Пам'яті.
- Маршрут № 27 (Салтівська-Новожанове) — зупинка Вулиця Камишева знаходиться в 980 метрах на вулиці Академіка Павлова біля початку парку Пам'яті.

### Тролейбус
- Маршрут № 19 (602-й мікрорайон-вул. Одеська) — зупинка Салтівське шосе знаходиться в 400 метрах на розі Салтівського шосе та Проспектом Льва Ландау.
- Маршрут № 20 (Ст. метро «Турбоатом»-602-й мікрорайон, лише по буднім в годину «пік») — зупинка Салтівське шосе знаходиться в 400 метрах на розі Салтівського шосе та Проспектом Льва Ландау.
- Маршрут № 31 (Ст. метро «Турбоатом»-вул. Наталії Ужвій) — зупинка Салтівське шосе знаходиться в 400 метрах на розі Салтівського шосе та Проспектом Льва Ландау.
- Маршрут № 35 (вул. Одеська-вул. Наталії Ужвій) — зупинка Салтівське шосе знаходиться в 400 метрах на розі Салтівського шосе та Проспектом Льва Ландау.
- Маршрут № 63 (Ст. метро «Академіка Барабашова»-Залізнична станція «Основа», лише по вихідних з 7 до 16 години) — зупинка Салтівське шосе знаходиться в 400 метрах на розі Салтівського шосе та Проспектом Льва Ландау.

### Метрополітен
- Ст. метро «Академіка Барабашова» — у 1 940 метрах від перетину вулиці з вул. Івана Камишева.

### Маршрутні таксі
- Маршрут № 11 (Григорівське шосе-602-й мікрорайон) — зупинка вулиця Самсонівська знаходиться в 200 метрах від початку вулиці на розі Салтівського шосе та вул. Фісановича.
- Маршрут № 231 (Ст. метро «Центральний ринок»-602-й мікрорайон) — зупинка вулиця Самсонівська знаходиться в 200 метрах від початку вулиці на розі Салтівського шосе та вул. Фісановича.
- Маршрут № 233 (Ст. метро «Ярослава Мудрого»-602-й мікрорайон) — зупинка вулиця Самсонівська знаходиться в 200 метрах від початку вулиці на розі Салтівського шосе та вул. Фісановича.
- Маршрут № 279 (вул. Власенка-вул. Світла) — зупинка вулиця Самсонівська знаходиться в 200 метрах від початку вулиці на розі Салтівського шосе та вул. Фісановича.